# Bixa
Bixa ist eine Gattung in der Familie der Annattogewächse (Bixaceae) innerhalb der Ordnung der Malvenartigen (Malvales). Die etwa fünf Arten sind in der Neotropis verbreitet. Die bekannteste Art ist der Annattostrauch (auch Orleansbaum, Urucum, Achiote genannt) (Bixa orellana), eine Gewürz- und Färbepflanze.

## Beschreibung und Ökologie

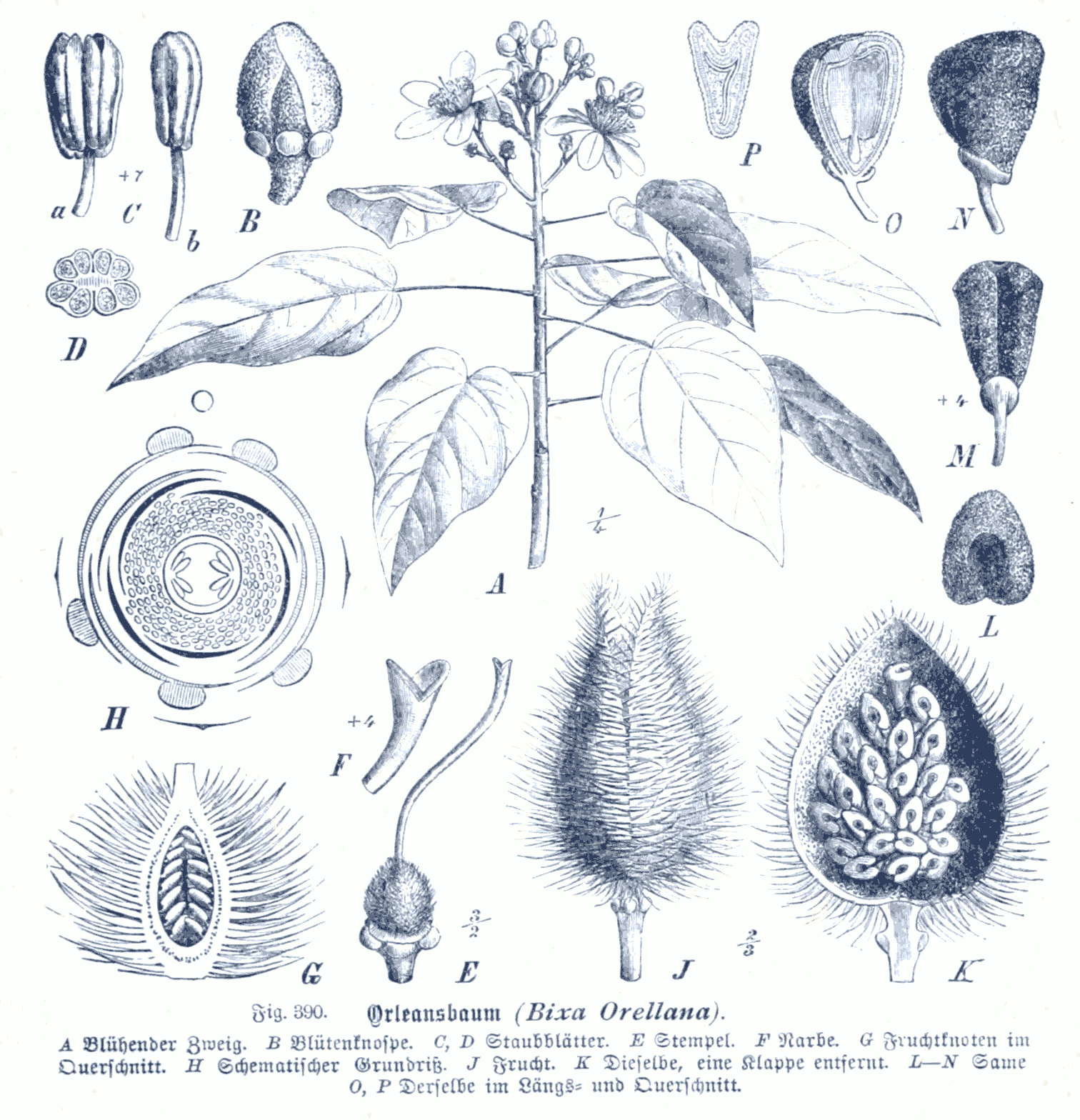
Illustration des Annattostrauch (Bixa orellana) aus E. Gilg,d K. Schumann: Das Pflanzenreich. Hausschatz des Wissens. ca. 1900, Fig. 390

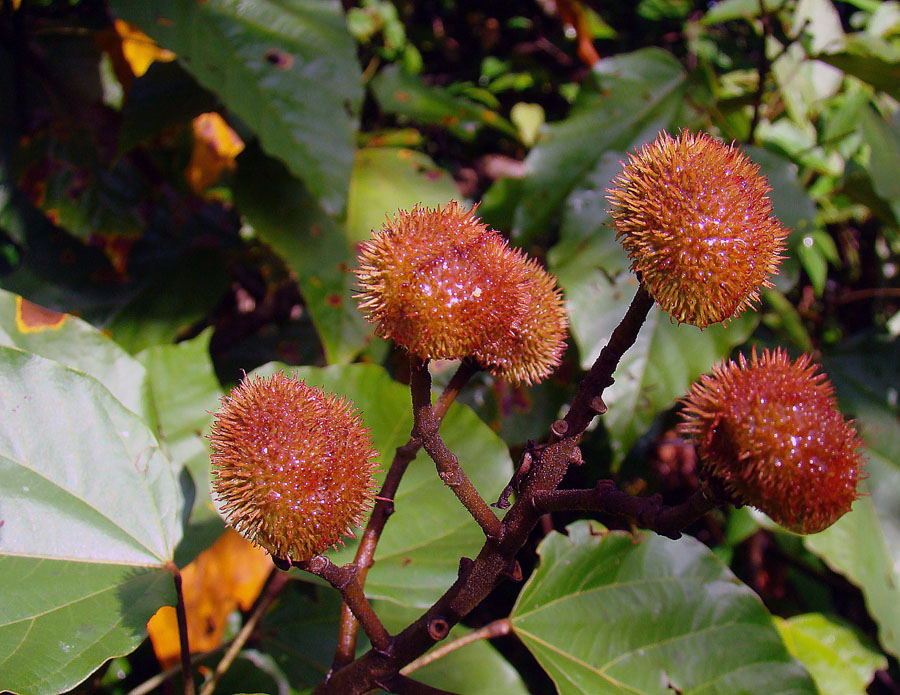
Zweig mit Früchten von Bixa urucurana

### Vegetative Merkmale
Bixa-Arten sind verholzende Pflanzen und wachsen als kleine Bäume oder Sträucher. Sie enthalten gelben oder rötlichen Milchsaft. Die Die Rinde junger Zweige, die Laubblätter und die Früchte sind mit braunen, schildartigen Haaren besetzt (Indument).
Die wechselständig an den Zweigen angeordneten Laubblätter sind in Blattstiel und Blattspreite gegliedert. Die Blattstiele sind relativ lang. Die Blattspreiten sind einfach und ganzrandig. Es liegt Fiedernervatur vor. Es sind relativ kleine Nebenblätter vorhanden.

### Generative Merkmale
Die endständigen Blütenstände sind thyrsenartig. An den Blütenstielen sind unterhalb der Kelchblätter fünf deutlich sichtbare Drüsen.
Die großen und dekorativen Blüten sind zwittrig, fünfzählig und radiärsymmetrisch. Die je fünf Kelch- und Kronblätter sind frei und dachziegelartig angeordnet. Sie stehen wechselnd versetzt zueinander, die Kelchblätter fallen nach der Blüte ab, die Kronblätter sind weiß oder rosa. Die zahlreichen freien Staubblätter stehen in Bündeln zusammen. Die zwei Theken der Staubbeutel sind hufeisenförmig und öffnen sich an ihrer Spitze entlang kurzer Schlitze. Aus zwei bis vier Fruchtblättern entsteht der oberständige Fruchtknoten mit nur einem Fach. Die Plazentation ist parietal, es gibt zahlreiche Samenanlagen. Die Bestäubung erfolgt durch Bienen.
Die kurz gestielte Kapselfrucht ist gelegentlich mit Dornen besetzt. Die zahlreichen Samen sind verkehrt-eiförmig und von einer Sarkotesta umkleidet, die sich bei Feuchtigkeit in einen Brei verwandelt.
Die Chromosomengrundzahl beträgt x = 7.

## Systematik und Verbreitung
Die Gattung Bixa wurde 1753 durch Carl von Linné in Species Plantarum, Tomus I, Seite 512 aufgestellt. Synonyme für Bixa L. sind: Orleania C.Commelijn ex Boehm., Urucu Adans., Orellana Kuntze.
Bixa war die einzige Gattung der Familie der Bixaceae.
Die Gattung Bixa ist neotropisch. Aufgrund seiner wirtschaftlichen Bedeutung ist der Annattostrauch mittlerweile weltweit in den Tropen angebaut, teils auch eingebürgert. Die Bixa-Arten gedeihen hauptsächlich im Amazonas-Becken.
Die Gattung Bixa enthält fünf Arten:
- Bixa arborea Huber: Sie ist im tropischen Südamerika verbreitet.[2]
- Bixa excelsa Gleason & Krukoff: Sie ist vom nördlichen Brasilien bis Peru verbreitet.[2]
- Annattostrauch, auch Orleansbaum (Urucum, Achiote) genannt, (Bixa orellana L., Syn.: Bixa acuminata Bojer nom. inval., Bixa americana Poir., Bixa katangensis Delpierre, Bixa odorata Ruiz & Pav. ex G.Don, Bixa orleana Noronha orth. var., Bixa orellana var. leiocarpa (Kuntze) Standl. & L.O.Williams, Bixa purpurea Sweet, Bixa tinctaria Salisb. nom. superfl., Bixa upatensis Ram.Goyena): Er ist von Mexiko bis ins tropische Südamerika weitverbreitet[2] und in anderen Gebieten der Tropen ein Neophyt.
- Bixa platycarpa Ruiz & Pav. ex G.Don (Syn.: Bixa orellana var. platycarpa (Ruiz & Pav. ex G.Don) Warb.): Sie ist im tropischen Südamerika verbreitet.[2]
- Bixa urucurana Willd. (Syn.: Bixa orellana var. urucurana (Willd.) Kuntze ex Pilg., Bixa sphaerocarpa Triana): Sie ist in Zentral- und Südamerika, von Nicaragua über Panama und Venezuela bis Brasilien weitverbreitet.[2]

## Nachweise
- Die Gattung Bixa als eigenständige Familie Bixaceae bei DELTA. (engl.)